# Мавзолей Ходжа Дониёр
Мавзоле́й Ходжа́ Дониёр (узб. Xoʻja Doniyor maqbarasi / Хўжа Дониёр мақбараси) — мавзолей в Самарканде над могилой одного из святых. 
По легендарным сведениям XVIII века, в мавзолее захоронен прах ветхозаветного библейского пророка Данияра (Даниила), останки которого были привезены в Самарканд и захоронены среднеазиатским средневековым полководцем и завоевателем Амиром Тимуром (Тамерланом). Нынешнее здание мавзолея и комплекс были построены в самом начале XX века, в последующие годы само здание мавзолея и комплекс несколько раз были реконструированы.
Мавзолей и комплекс Ходжа Дониёр расположены в северо-восточной части города Самарканд, в северо-восточной окраине древнего городища Афрасиаб, на небольшой возвышенности, вблизи берега небольшой реки Сиаб.
Согласно исторической книге «Самария» среднеазиатского историка Абу Тахирходжи Самарканди, пророк Дониёр (Данияр) являлся одним из сподвижников исламского арабского проповедника Кусама ибн Аббаса, который сыграл ключевую роль в насаждении ислама в Самарканде и его окрестностях. В христианстве пророк Даниил — один из так называемых «великих пророков», автор одной из ветхозаветных библейских книг — книги Даниила. В иудаизме Даниель также один из почитаемых пророков.
Возникновение захоронения пророка Дониёра (Данияра, Даниила, Даниеля) относят к среднеазиатскому полководцу, стратегу и завоевателю Амиру Тимуру (Тамерлану), который в конце 1300-х - начале 1400-х годов привёз в Самарканд его останки, и на месте его захоронения построил мечеть. Останки пророка были привезены полководцем из города Сузы (современная территория иранского остана Хузестан) во время его похода в Малую Азию (нынешняя Турция) в 1399—1404 годах. По преданиям, когда караван из нескольких десятков верблюдов приблизился к Самарканду, остановился на берегу реки Сиаб, а лошадь, перевозившая останки пророка, остановилась на том месте, где ныне находится гробница. Амиром Тимуром было решено захоронить пророка на том месте, где остановилась лошадь. Также по преданиям, от удара копыта лошади забил родник, который стал целебным. 
После постройки мавзолея, с годами, по легенде могила начала расти, достигнув в длину более около 18 метров. Мавзолей периодически достраивался и удлинялся муллами, а в самом начале XX века над могилой пророка было сооружёно прямоугольное длинное здание мавзолея с цепочкой из пяти низких куполов; одним из архитекторов был Абдукадыр Чалдивар. Внутри здания мавзолея находится длинная дахма, в котором и погребён пророк. На территории комплекса мавзолея находится родник, считающийся целебным и святым. Многие паломники пьют воду из родника, надеясь излечить свои болезни или просто освятиться. Также на территории комплекса построен айван для молитвы.
В 1996 году, 15-й Патриарх Московский и всея Руси Алексий II во время своего визита в Узбекистан посетил Самарканд, в частности мавзолей Ходжа Дониёр. Возле склепа находилось засохшее фисташковое дерево, которое патриарх решил освятить, и спустя некоторое время дерево вновь ожило.
В 2001 году город Самарканд и его исторические архитектурные и археологические памятники, в том числе мавзолей и комплекс Ходжа Дониёр были внесены в список Всемирного наследия ЮНЕСКО под названием «Самарканд — перекрёсток культур».